# Athiasella longiseta
Athiasella longiseta är en spindeldjursart som beskrevs av Lee och Hunter 1974. Athiasella longiseta ingår i släktet Athiasella och familjen Ologamasidae. Inga underarter finns listade.